# Chansa inte

Banverket i Sverige försökte 2005-2006 uppmärksamma olyckor vid järnvägskorsningar.

Chansa inte var Banverkets stora informationskampanj i Sverige i slutet av 2005 och början av 2006, om att man inte skulle chansa och korsa järnvägen på en järnvägskorsning när ett tåg var på väg, utan istället vänta.